# All-Star Game de la NBA Development League
El All-Star Game de la NBA Development League fue un partido de carácter amistoso disputado por los mejores jugadores de la NBA Development League cada temporada. Se organiza en febrero desde 2007 hasta 2017, y forma parte del All-Star Weekend de la NBA.
En 2018, el evento fue reemplazado por el partido NBA G League International Challenge.

## Historia
| Año  | Resultado                  | Pabellón                           | Sede                    | MVP                                                                 |
| ---- | -------------------------- | ---------------------------------- | ----------------------- | ------------------------------------------------------------------- |
| 2007 | Este 114, Oeste 100        | Mandalay Bay Resort and Casino     | Las Vegas, Nevada       | Pops Mensah-Bonsu, Este-Fort Worth Flyers                           |
| 2008 | Azul 117, Rojo 99          | Ernest N. Morial Convention Center | Nueva Orleans, Luisiana | Jeremy Richardson, Azul-Fort Wayne Mad Ants                         |
| 2009 | Rojo 113, Azul 103         | Phoenix Convention Center          | Phoenix, Arizona        | Blake Ahearn, Rojo-Dakota Wizards Courtney Sims, Red-Idaho Stampede |
| 2010 | Oeste 98, Este 81          | Dallas Convention Center           | Dallas, Texas           | Brian Butch, Oeste-Bakersfield Jam                                  |
| 2011 | Este 115, Oeste 108        | Los Angeles Convention Center      | Los Ángeles, California | Courtney Sims, Este-Iowa Energy                                     |
| 2012 | Oeste 135, Este 132        | Orange County Convention Center    | Orlando, Florida        | Gerald Green, Oeste-Los Angeles D-Fenders                           |
| 2013 | Prospects 139, Futures 125 | Sprint Arena                       | Houston, Texas          | Travis Leslie, Prospects-Santa Cruz Warriors                        |
| 2014 | Prospects 145, Futures 142 | Ernest N. Morial Convention Center | Nueva Orleans, Luisiana | Robert Covington, Prospects-Rio Grande Valley Vipers                |
| 2015 | Futures 129, Prospects 94  | Barclays Center                    | Nueva York              | Andre Emmett, Prospects-Fort Wayne Mad Ants                         |
| 2016 | Este 128, Oeste 124        | Ricoh Coliseum                     | Toronto, Canadá         | Jimmer Fredette, Este-Westchester Knicks                            |
| 2017 | Este 105, Oeste 100        | Mercedes-Benz Superdome            | New Orleans             | Quinn Cook, Este-Canton Charge                                      |

### Concurso de mates
| Año  | Ganador                                  |
| ---- | ---------------------------------------- |
| 2008 | Brent Petway, Idaho Stampede             |
| 2009 | James White, Anaheim Arsenal             |
| 2010 | Dar Tucker, Los Angeles D-Fenders        |
| 2011 | Dar Tucker (2), New Mexico Thunderbirds  |
| 2012 | L. D. Williams, Springfield Armor        |
| 2013 | Tony Mitchell, Fort Wayne Mad Ants       |
| 2014 | Tony Mitchell (2), Fort Wayne Mad Ants   |
| 2015 | Jarvis Threatt, Rio Grande Valley Vipers |
| 2016 | John Jordan, Raptors 905                 |
| 2017 | Troy Williams, Iowa Energy               |

### Concurso de triples
| Año  | Ganador                                 |
| ---- | --------------------------------------- |
| 2008 | Adam Harrington, Tulsa 66ers            |
| 2009 | Blake Ahearn, Dakota Wizards            |
| 2010 | Andre Ingram (1), Utah Flash            |
| 2011 | Booker Woodfox (1), Texas Legends       |
| 2012 | Booker Woodfox (2), Texas Legends       |
| 2013 | Marcus Landry, Reno Bighorns            |
| 2014 | E. J. Singler, Idaho Stampede           |
| 2015 | Jarell Eddie, Austin Spurs              |
| 2016 | Andre Ingram (2), Los Angeles D-Fenders |
| 2017 | Scott Wood, Santa Cruz Warriors         |